# Narzędzia ciesielskie
Narzędzia ciesielskie – zestaw narzędzi do wykonywania prac w drewnie, w zawodzie takim jak ciesielstwo.
Narzędzia te dzieli się na różne kategorie, np.: narzędzia ręczne i elektronarzędzia.
Przykładowe narzędzia to: ciesak, ośnik, piła, wyrzynarka, szlifierka, strugarka, frezarka, ścisk.